# De servo arbitrio

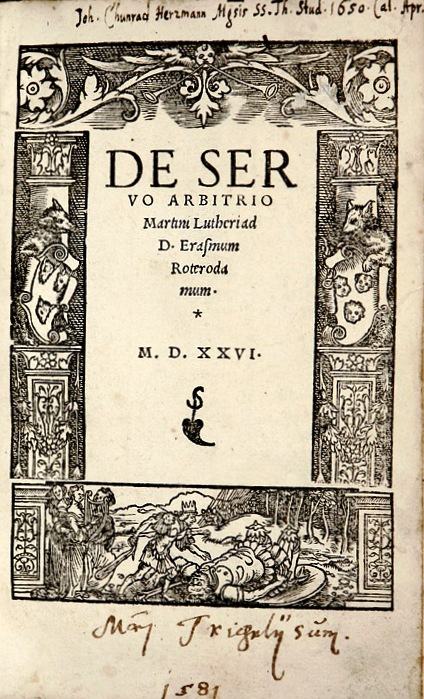
Frontispício de uma edição de "Do Servo Arbítrio".

Sobre o Servo Arbítrio, amplamente conhecida pelo seu título em latim De Servo Arbitrio, é uma obra de Martinho Lutero publicada em dezembro de 1525. O texto é uma resposta à obra De libero arbitrio diatribe sive collatio ("Sobre o Livro Arbítrio: Discursos ou Comparações"), de Erasmo de Roterdão, publicada em setembro de 1524 como o primeiro ataque público de Erasmo a Lutero. Em discussão estava a questão de se os seres humanos, depois da queda do homem, são livres para escolher entre o bem e o mal. O debate entre Lutero e Erasmo é um dos primeiros debates da Reforma Protestante sobre o assunto do livre-arbítrio e da predestinação.

## Argumento de Erasmo
Apesar de suas reservas em relação à Igreja Católica, Erasmo acreditava que a igreja precisava de uma reforma interna e que Lutero havia ido longe demais. Ele afirmou que todos os seres humanos possuem o livre-arbítrio e que a doutrina da predestinação não estava de acordo com os ensinamentos contidos na Bíblia. Erasmo criticou a crença de que a presciência dos eventos por Deus era a causa destes eventos e defendeu que as doutrinas do arrependimento, batismo e conversão dependem da existência do livre-arbítrio. Ele também defendeu que a graça simplesmente ajudava os seres humanos a chegarem ao conhecimento de Deus e os apoiava quando utilizavam seu livre-arbítrio para escolher entre opções boas e más indicando quais levariam à salvação através da expiação de Jesus Cristo.

## Resposta de Lutero
A resposta de Lutero foi argumentar que o pecado deixa os seres humanos incapazes de atuar em prol de sua própria salvação e que eles são completamente incapazes de levar a si próprios até Deus. Por isto, não existe o livre-arbítrio para a humanidade porque qualquer arbítrio que os seres humanos possam ter é completamente subjugado pela influência do pecado. Central para esta análise, tanto no caso das doutrinas em discussão quanto dos argumentos específicos de Erasmo, é a crença de Lutero sobre o poder e a completa soberania de Deus.
Lutero conclui que seres humanos não redimidos são dominados por obstáculos. Satã, como príncipe do mundo mortal, jamais abandona o que considera seu sem que seja subjugado por um poder maior, ou seja, por Deus. Quando Deus redime uma pessoa, ele a redime inteiramente, incluindo seu arbítrio, que então está livre para servir a Deus. Ninguém pode obter a salvação ou a redenção através de suas próprias escolhas — as pessoas não escolhem entre o bem e o mal pois são naturalmente dominadas pelo mal e a salvação é simplesmente o produto da mudança unilateral realizada por Deus no coração da pessoa levando-as a boas ações. Não fosse assim, argumenta Lutero, Deus não seria onipotente e onisciente e lhe faltaria a total soberania sobre a criação, o que ele considerava como um insulto à glória de Deus. Por este racional, Lutero concluiu que Erasmo não era um verdadeiro cristão.

## Tréplica de Erasmo
No início de 1526, Erasmo respondeu à obra de Lutero com a primeira parte de um livro em dois volumes intitulado "Hyperaspistes", uma obra longa e complexa que não atingiu o mesmo reconhecimento popular.

## Visão posterior de Lutero sobre suas obras
Lutero se orgulhava tanto de "Sobre o Servo Arbítrio" que, numa carta a Wolfgang Capito escrita em 9 de julho de 1537, afirmou:
| “ | Sobre [o plano] colecionar meus escritos em volumes, estou bem tranquilo e nem um pouco ansioso porque, atiçado por uma fome saturnina, eu talvez prefira vê-las todas devoradas. Pois eu não reconheço nenhuma delas como de fato um livro meu, com exceção talvez de "Sobre o Servo Arbitrio" e o Catecismo. | ” |